# Spurius halffteri
Spurius halffteri es una especie de coleóptero de la familia Passalidae.

## Distribución geográfica
Habita en México.